# Societatea perfectă
„Societatea perfectă” (titlu original: „The Masterpiece Society”) este al 13-lea episod din al cincilea sezon al serialului TV american științifico-fantastic Star Trek: Generația următoare și al 113-lea episod în total. A avut premiera la 10 februarie 1992.
Episodul a fost regizat de Winrich Kolbe după un scenariu de Adam Belanoff și Michael Piller bazat pe o poveste de James Kahn și Adam Belanoff.

## Prezentare
Nava USS Enterprise ajută o îndepărtată colonie umană de eugenie să evite iminenta distrugere, dar îi deranjează echilibrul delicat atunci când îi sfârșește cei 200 de ani de izolare.

## Actori ocazionali
- Ron Canada - Martin Benbeck
- John Snyder - Aaron Conor
- Dey Young - Hannah Bates
- Sheila Franklin - Felton